# Font de la Torre del Sastre
La Font de la Torre del Sastre és una obra de Roses (Alt Empordà) inclosa a l'Inventari del Patrimoni Arquitectònic de Catalunya.

## Descripció
Situada a l'oest del mas de la Torre del Sastre, en un petit replà situat a tocar el camí vell que conduïa de la població de Roses a la Falconera, al que s'arriba per un terreny d'acusada pendent que baixa cap al litoral de Canyelles Grosses.
Font formada per un dipòsit o cisterna bastit amb pedra de mida mitjana-gran, lligat amb morter de calç, i construït aprofitant el talús de terra localitzat entre el camí vell i el petit replà per accedir a la font. El dipòsit té unes mides aproximades d'un metre de longitud per un metre i mig d'amplada i es troba cobert amb una volta de canó que conserva les empremtes de l'encofrat mitjançant llates de fusta, a la part interior de l'estructura.
A la part frontal del dipòsit hi ha, al centre, una obertura rectangular amb llinda plana de pedra damunt la qual hi ha un petit arc de descàrrega fet amb lloses disposades a plec de llibre. El brollador és a la part baixa del dipòsit i raja dins d'un llarg abeurador fet amb pedres i morter, el qual ha estat modificat recentment amb totxo i ciment.
A la petita esplanada davant de la font hi ha una taula de ciment i un aljub-safareig fet amb rajols i ciment, de cronologia contemporània, força malmès actualment. Tot indret on es troba la font és ombrejat per un grup d'alzines.

## Història
És força probable que la font descrita tingui a veure amb la Font Vella o, més ben dit, que aquest paratge sigui la Coma de Fontvella que és citat en la donació que el comte d'Empúries feu al monestir de Santa Maria de Roses el setembre de l'any 1233:
"...in Comba a Fonte Vetula usque ad Portum de Cannellis Mayoribus..."("Cartoral de Santa Maria de Roses", Arxiu Diocesà de Girona).